# Elżbieta de Burgh

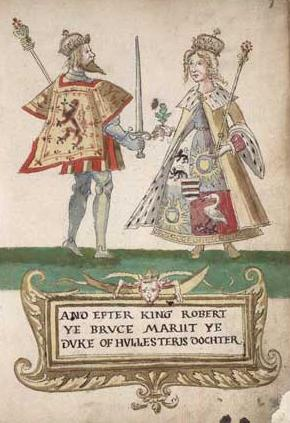
Robert Bruce i Elżbieta de Burgh

Elżbieta z Burgh, ang. Elizabeth de Burgh (ur. ok. 1289 w Dunfermline, zm. 27 października 1327 w zamku Cullen) – królowa Szkocji jako druga żona króla Roberta I Bruce'a.
Urodziła się w Dunfermline, w Fife, w Szkocji jako trzecia córka potężnego Ryszarda Óga de Burgh, drugiego earla Ulster (Óg znaczył Młodszy), i jego żony – Małgorzaty de Guines (zm. 1304). Jej ojciec był Irlandczykiem i bliskim przyjacielem króla Anglii – Edwarda I. Miała liczne rodzeństwo: Aveline, Eleanor, Waltera de Burgh, Jana de Burgh, Matildę, Tomasza de Burgh, Catherine, 
Edmonda de Burgh i Joan.

## Królowa Szkocji
Elżbieta prawdopodobnie poznała Roberta Bruce'a na angielskim dworze królewskim, a poślubiła go w 1302, w Writtle, obok Chelmsford (w Esseksie, w Anglii). Robert razem z Elżbietą zostali koronowani na króla i królową Szkocji w Scone, 27 marca 1306. Koronacja ta odbyła się w nerwowej atmosferze (król Anglii sam zgłaszał pretensje do tronu Szkocji) i Robert od razu wysłał żonę razem z innymi członkami jego rodziny do zamku Kildrummy, pod opiekę swojego brata Nialla. Po porażce Szkotów w bitwie pod Methven, 19 czerwca 1306 Anglicy zaczęli oblegać zamek i w końcu go zdobyli. Książę Niall został powieszony i następnie ścięty, tak jak wszyscy mężczyźni w zamku. Siostry Roberta – Maria i Izabela, hrabina Buchan zostały wzięte do niewoli, a 10-letnia córka Roberta z pierwszego małżeństwa – Marjorie de Bruce – wysłana do zakonu. Król Anglii nie chcąc gniewać ojca Elżbiety, umieścił ją w areszcie domowym w Anglii.

## Więźniarka Anglii
Od października 1306 do lipca 1308 Elżbietę przetrzymywano w Burstwick-in-Holderness, w Yorkshire, potem przeniesiono ją do Bisham Abbey, Berkshire – do marca 1312. Stąd przeniesiono ją do zamku Windsor – do października 1312 i następnie jeszcze w kilka innych miejsc. Po wygranej przez Szkotów bitwie pod Bannockburn przeniesiono ją do Yorku, a tam spotkała się z królem Anglii. Wreszcie w listopadzie 1314 przeniosła się do Carlisle i tam dokonano wymiany jeńców, w wyniku której powróciła ona do Szkocji.
Elżbieta nigdy nie pochwalała dążeń Szkotów i jej własnego męża do niezależności od Anglii. Mężowi urodziła dwóch synów i dwie córki: Jana, Matyldę, Małgorzatę i Dawida II, króla Szkocji. Zmarła 27 października 1327 w zamku Cullen, w Banffshire i została pochowana w Dunfermline. Jej mąż zmarł 20 miesięcy po niej.